# Boîte de vitesses séparée

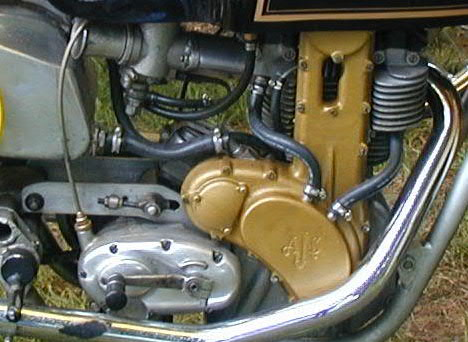
Moto de course AJS 7R montrant la disposition typique d'une boîte de vitesses séparée, avec plaques de montage, trous encastrés et vis filetée de réglage visibles.

Une boîte de vitesses séparée également appelée construction séparée, est une architecture de moteur de moto où le moteur et la boîte de vitesses sont des composants séparés avec leurs propres réservoirs d'huile, reliés par une chaîne d'entraînement dans un carter primaire. Les plaques de montage sont généralement fixées au cadre, ce qui permet de régler la chaîne par un mouvement de va-et-vient de la boîte de vitesses et par le biais d'ajusteurs à vis et de trous de montage allongés. Bien que Singer ait proposé un moteur et une boîte de vitesses intégrés dans un seul boîtier dès 1911, ce n’est que dans les années 1950 que les progrès techniques permirent de construire de manière fiable des moteurs avec des boîtes de vitesses intégrées dans une seule unité. Une autre variante est celle où la boîte de vitesses est boulonnée directement sur le moteur.
Le terme anglais « pre-unit » s’applique essentiellement aux motos à un et deux cylindres de BSA/Triumph après que cette entreprise ait adopté la construction intégrée au début des années 1960. En revanche, Norton et Royal Enfield n’ont jamais dépassé la construction avec boîte de vitesses séparée. Même après l'adoption de la construction intégrée, BSA/Triumph conservait toujours des systèmes d'huile séparés pour le moteur et la boîte de vitesses. Ce sont les Japonais qui ont commencé à utiliser la même huile dans les moteurs et les boîtes de vitesses de motos. À l'exception de la famille de voitures Mini, l'industrie automobile a également pour habitude de séparer l'huile de moteur de celle de la boîte de vitesses. L’huile de boîte de vitesses doit pouvoir supporter des forces de cisaillement importantes, tandis que l’huile moteur agit comme agent de refroidissement ; l’adoption d’un lubrifiant unique pour le moteur et la boîte de vitesses est donc toujours un compromis.
Normalement, une moto avec boîte de vitesses séparée ne devrait pas être en mesure d'utiliser le moteur comme partie du cadre en tant qu'élément structurel, puisque l'ensemble moteur/carter primaire/boîte de vitesses ne serait pas suffisamment rigide. Le cadre « Isolastic » de la Norton Commando de 1969 avait un moteur avec boîte de vitesses séparée, cette dernière, et l'ensemble bras oscillant boulonnés ensemble sur des plaques fixées sur le châssis par l'intermédiaire de coussinets en caoutchouc.
Parmi les fabricants japonais, Kawasaki a produit en construction séparée une moto de 650 cm3 à bicylindre vertical, hérité de la prise de contrôle de Meguro en 1964. Les modèles Meguro K étaient des copies des modèles BSA A7 et BSA A10, mais bien que les aspects extérieurs soient similaires, aucune pièce n'est interchangeable avec les BSA originales. 